# 畢勒哥
毕勒哥（?—?），西州回鹘可汗，大约12世纪前期在位。
辽朝耶律大石西征，经过西州回鹘，向毕勒哥借道致书：“昔我太祖皇帝北征，过卜古罕城，即遣使至甘州，诏尔祖乌母主曰：『汝思故国耶，朕即为汝复之；汝不能返耶，朕则有之。在朕，犹在尔也。』尔祖即表谢，以为迁国于此，十有馀世，军民皆安土重迁，不能复返矣。是与尔国非一日之好也。今我将西至大食，假道尔国，其勿致疑。”毕勒哥同意并且盛情款待了耶律大石。耶律大石建立西辽后，西州回鹘成了西辽的属国。
| 前任： 喝里可汗 | 西州回鹘可汗 1130年前后 | 繼任： 月仙帖木儿 |